# Сборная Германии по биатлону
Сборная Германии по биатлону — представляет Германию на международных турнирах по биатлону. Одна из самых титулованнейших сборных мира.
До 1990 года на международной арене выступали две сборные Германии — сборные ГДР и ФРГ.

## Олимпийские игры
Германия наиболее успешно выступает на зимних Олимпийских играх. На её счету наибольшее количество завоёванных медалей каждого достоинства.

### Сборная ГДР
Первая медаль для сборной ГДР была завоевана в 1972 году Хансйоргом Науте в индивидуальной гонке. Это были 8-е Олимпийские игры, где приняли участие биатлонисты. В 1980 году Франк Ульрих принёс первую золотую медаль.

### Сборная ФРГ
ФРГ свои медали на Олимпийских играх, как и на чемпионатах мира, завоевала позже ГДР. В 1980 году, мужская эстафетная команда завоевала бронзу, а в 1984 году Петер Ангерер принёс первую золотую медаль. Примечательно, что первая золотая олимпийская награда ФРГ была завоёвана на 5 лет раньше первой золотой награды чемпионата мира.
| Страна                                 | Золото | Серебро | Бронза | Всего |
| -------------------------------------- | ------ | ------- | ------ | ----- |
| Германия/ ГДР/ ФРГ (Западная Германия) | 14     | 14      | 11     | 39    |
| Германия                               | 10     | 8       | 5      | 23    |
| ГДР                                    | 3      | 4       | 4      | 11    |
| ФРГ (Западная Германия)                | 1      | 2       | 2      | 5     |

## Чемпионаты мира
После завершения чемпионата мира 2010 года сборная Германии сравнялась по общему количеству завоёванных медалей (98) с лидировавшей ранее по этому показателю сборной СССР, при этом обойдя её по количеству медалей высшего достоинства (43 против 42).

### Сборная ГДР
Первую медаль чемпионата мира Германия завоевала лишь на 10-м чемпионате мира в 1970 году. Бронзовую медаль принесла мужская команда ГДР в эстафете. Первая золотая медаль была завоёвана в 1971 году Дитером Спиром в индивидуальной гонке. Женской сборной ГДР завоевать медали чемпионатов мира не удалось.

### Сборная ФРГ
Первую медаль сборная ФРГ завоевала в 1978 году, также как и ГДР за 8 лет до этого, бронзовую, в мужской эстафете. В 1983 году, была завоёвана первая награда в личной гонке, Петер Ангерер завоевал серебро и бронзу в спринте и индивидуальной гонке соответственно. Петра Беле (Шаф) единственная из сборной ФРГ, кому удалось завоевать золотую медаль, притом дважды (1988 и 1989 года), также на её счету есть одно «серебро». Другие представительницы женской команды Западной Германии завоевать медали чемпионатов мира не смогли.
| Страна                                 | Золото | Серебро | Бронза | Всего |
| -------------------------------------- | ------ | ------- | ------ | ----- |
| Германия/ ГДР/ ФРГ (Западная Германия) | 64     | 46      | 41     | 151   |
| Германия                               | 43     | 32      | 23     | 98    |
| ГДР                                    | 19     | 12      | 10     | 41    |
| ФРГ (Западная Германия)                | 2      | 2       | 8      | 12    |

### Чемпионат мира 2009
Чемпионат мира прошёл в Южной Корее 13 по 23 февраля 2009 года. Германия может заявить по 6 спортсменов от женской и мужской команд (максимально допустимое количество), в каждой гонке может стартовать не более 4-х спортсменов (в женском спринте, преследовании и масс-старте от Германии может выступить по 5 спортсменок, так как на предыдущем чемпионате мира в данных дисциплинах немки победили).
За несколько недель до чемпионата стал известен состав сборной.
Мужская сборная:
- Михаэль Грайс
- Михаэль Рёш
- Александр Вольф
- Андреас Бирнбахер
- Кристоф Штефан
- Арнд Пайффер

Женская сборная:
- Кати Вильхельм
- Магдалена Нойнер
- Андреа Хенкель
- Мартина Бек
- Симона Хаусвальд
- Катрин Хитцер

#### Обладатели медалей
| Место | Страна           |   |   |   | Всего |
| ----- | ---------------- | - | - | - | ----- |
| 1     | Кати Вильхельм   | 2 | 2 | — | 4     |
| 2     | Симона Хаусвальд | — | 1 | — | 1     |

| Золото |                |                |
| №      | Спортсмены     | Дисциплина     |
| 1      | Кати Вильхельм | Спринт, 7.5 км |

| Серебро |                  |                      |
| №       | Спортсмены       | Дисциплина           |
| 1       | Симона Хаусвальд | Спринт, 7.5 км       |
| 2       | Кати Вильхельм   | Преследование, 10 км |